# 達頓兄弟
尚-皮耶·達頓（Jean-Pierre Dardenne，1951年4月21日—）與盧·達頓（Luc Dardenne，1954年3月10日—）兄弟是比利時的電影導演。他們在1970年代開始執導電影（劇情片和紀錄片），達頓兄弟在90年代中期以《一諾千金》（La promesse）於國際上展露頭角，但是直到以《美麗蘿賽塔》（Rosetta）贏得第一個重要的國際電影獎（獲得坎城影展金棕櫚獎）後，才獲得國際注意。
2002年，奧利維耶·古爾梅以《兒子》（Le fils）贏得第55屆坎城影展最佳男演員獎。在2005年，達頓兄弟以《孩子》（L'Enfant）贏得第二次金棕櫚獎，成為史上第6位獲得兩次金棕櫚獎的導演。他們執導的電影《羅娜的沉默》在第61屆坎城影展奪得最佳劇本獎，並在秋季於歐洲上映。他們執導的電影《單車男孩》（Le Gamin au vélo）在第64屆坎城影展贏得評審團大獎，並獲得馬格利特獎8項提名。尚-皮耶·達頓也是第65屆坎城影展短片競賽的評審團主席。

## 生平
尚-皮耶·達頓與盧·達頓兄弟是比利時的自然主義電影創作者，自1996年以來創作的作品都是以中低階層人民的生活為核心。達頓兄弟執導《諾言》（1996年）、《美麗蘿賽塔》（1999年）、《兒子》（2002年）、《孩子》（2005年）等作品，劇情描述生活於社會邊緣的年輕人，包含移民、失業、收容所的居民。《美麗蘿賽塔》（Rosetta）與《孩子》（L'Enfant ）分別在坎城電影節上榮獲金棕櫚獎，成為比利時電影有史以來唯一贏得該榮譽的導演。
尚-皮耶·達頓與盧·達頓兄弟出生在列日省瑟蘭，在比利時的法語區瓦隆區成長。尚-皮耶·達頓（1951年出生）學習戲劇，而盧·達頓（出生於三年後）則學習哲學。1975年，他們建立Derives製片公司，製作大約60部紀錄片。這些影片涵蓋的主題包括波蘭移民、第二次世界大戰抗戰、1960年總罷工等事件。他們製作的前兩部劇情片是《Falsch》（1987年）與《Je pense a vous》（1992年），盧·達頓後來形容這兩部劇情片為「不幸的冒險。」
達頓兄弟第一次獲得重大成功是1996年完成的《諾言》（La promesse），並獲得國家影評人協會最佳外語片獎與瓦拉多利德影展金穗獎。
達頓兄弟隨著《美麗蘿賽塔》把他們的焦點集中於失業青少女蘿賽塔的哲學、精神、心理狀態，艾米莉·德奎恩（Émilie Dequenne）飾演主角蘿賽塔，以該電影出道，她之前沒有演過任何電影，並榮獲坎城電影節最佳女主角獎。蘿賽塔是一位年輕女子，與她酗酒的母親生活在拖車公園。這部電影描述羅塞塔試圖尋找工作，她在拖車公園泥濘的，陰暗的河流捕魚生活。《美麗蘿賽塔》是比利時有史以來第一部贏得金棕櫚獎的電影，擊敗美國導演大衛·林奇、西班牙導演佩德羅·阿爾莫多瓦、日本導演北野武和智利導演劳尔·鲁伊斯等。比利時政府因為《美麗羅賽塔》，修法明訂保障少年基本工作權，保障偏遠地區青少年工作差別待遇等社會問題，該法也稱為羅賽塔計畫（Rosetta Plan）。尚-皮耶·達頓堅稱從來沒有打算利用電影改變法律。盧·達頓補充道：「當然，我們總是希望我們的電影與觀眾對話、影響他們，但我們從來沒有企圖改變世界。」
達頓兄弟執導第四部電影《孩子》 ，劇情描述年僅20歲的少年和女友寄住在收容所、領失業救濟金，之後女友意外懷孕，他們企圖要把孩子生下來的故事。這部影片再度贏得金棕櫚獎，達頓兄弟於七年內第二次獲得該榮譽。《孩子》於2005年贏得安德烈·凯文斯獎，也是達頓兄弟第四次獲獎。《羅娜的沉默》描述非法移民者蘿娜與克勞迪結婚，藉此取得比利時籍身分，之後又與法比歐有染，並試圖與克勞迪離婚。《騎自行車的男孩》描述男孩希利被送至教養院，逃回家後卻發現父親早已不告而別，心愛的腳踏車也被賣掉。他為了尋找父親，認識一名美髮師珊曼莎，並住進她的家中。珊曼莎幫他買了一台新的腳踏車，並協助希利打聽到父親的下落。 
達頓兄弟固定與一些人合作（他們的所有電影都由兄弟之間共同創作和導演），包括攝影師Alain Marcoen和編輯瑪麗-海倫·杜榮。傑黑米·何內在《諾言》、《孩子》、《羅娜的沉默》、《騎自行車的男孩》中都有演出，而奧利維耶·古爾梅（Olivier Gourmet）則在《諾言》（1996年）、《美麗蘿賽塔》（1999年）、《兒子》（2002年）、《孩子》中出現。
達頓兄弟經常使用手持攝影機拍攝，並且大量使用自然光。2012年6月，達頓兄弟被邀請加入美國電影藝術與科學學院。

## 作品
- 《法爾什家族（法语：Falsch）》（1987年）
- 《我想你（法语：Je pense à vous (film, 1992)）》（1992年）
- 《一諾千金（法语：La Promesse (film, 1996)）》（1996年）
- 《美麗蘿賽塔》（1999年）
- 《兒子》（2002年）
- 《孩子》（2005年）
- 《羅娜的沉默（法语：Le Silence de Lorna）》（2008年）
- 《單車男孩》（2011年）
- 《两天一夜》（2014年）
- 《沒有名字的女孩（法语：La Fille inconnue）》（2016年）
- 《年轻的阿迈德》（2019年）[9]
- 《有你就是家》（2022年）
- 《年轻母亲之家》（2025年）

## 外部連結
- 達頓兄弟在互联网电影资料库（IMDb）上的資料（英文）
- 達頓兄弟在互联网电影资料库（IMDb）上的資料（英文）
- 卢·达顿在豆瓣上的资料（简体中文）
- 尚-皮耶·达顿在豆瓣上的资料（简体中文）
- dardenne-brothers.com - An unofficial website about Jean-Pierre and Luc Dardenne
- Committed Cinema: The Films of Jean-Pierre and Luc Dardenne; Essays and Interviews （页面存档备份，存于）
- Filmjourney.org: Interview with the Dardennes
- Interview with Jean-Pierre and Luc Dardenne, directors of Lorna’s Silence （页面存档备份，存于）